# 万家庄街道
万家庄街道，原名万家庄乡，是中华人民共和国湖南省永州市道县下辖的一个乡镇级行政单位。2015年11月16日，撤销新车镇建制。将原新车镇的新茶村、塘下村2个建制村成建制划归万家庄街道。

## 行政区划
万家庄乡下辖以下地区：
幸福村、七一村、长兴村、青山村、小清塘村、上洞村、万家庄村、五一村、五洲村、下六洲村、华岩村、天堂福村、下洞村和沿河村。